# Arthur Margelidon
Arthur Margelidon, né le 12 octobre 1993 à Paris, est un judoka canadien évoluant dans la catégorie des moins de 73 kg (poids légers).

## Biographie
Natif de Paris, il déménage à Montréal avec sa famille à l'âge d'un an. Il est entraîné par son père Laurent Margelidon.
Il remporte la médaille de bronze aux Championnats panaméricains de judo 2015 et aux Jeux panaméricains de 2015, médaillé d'or aux Championnats panaméricains de judo 2016 et médaillé d'argent aux Championnats panaméricains de judo 2019. Il est également médaillé d'argent du Masters mondial de judo en 2018.
Il perd le match pour la médaille de bronze aux Jeux olympiques d'été de 2020 contre le Mongol Tsend-Ochiryn Tsogtbaatar.